# Clathria juncea
Clathria juncea är en svampdjursart som beskrevs av Burton 1931. Clathria juncea ingår i släktet Clathria och familjen Microcionidae. Inga underarter finns listade i Catalogue of Life.